# Vega de Ruiponce
Vega de Ruiponce ist ein nordspanisches Dorf und Hauptort einer Gemeinde (municipio) mit 81 Einwohnern (Stand: 2024) in der Provinz Valladolid in der Autonomen Gemeinschaft Kastilien-León. 

## Lage und Klima
Vega de Ruiponce liegt in der Region Tierra de Campos auf der kastilischen Hochebene in einer Höhe von ca. 755 m. Die Provinzhauptstadt Valladolid befindet sich mit ihrem Stadtzentrum etwa 63 Kilometer (Fahrtstrecke) südsüdöstlich. 
Das Klima im Winter ist durchaus kalt, im Sommer dagegen warm bis heiß; die eher spärlichen Regenfälle (ca. 555 mm/Jahr) fallen überwiegend im Winterhalbjahr.

## Bevölkerungsentwicklung
| Jahr      | 1970 | 1981 | 1991 | 2001 | 2011 | 2021 |
| Einwohner | 343  | 199  | 196  | 131  | 118  | 85   |

## Sehenswürdigkeiten
- Salvatorkirche (Iglesia de Santíssimo Salvador)

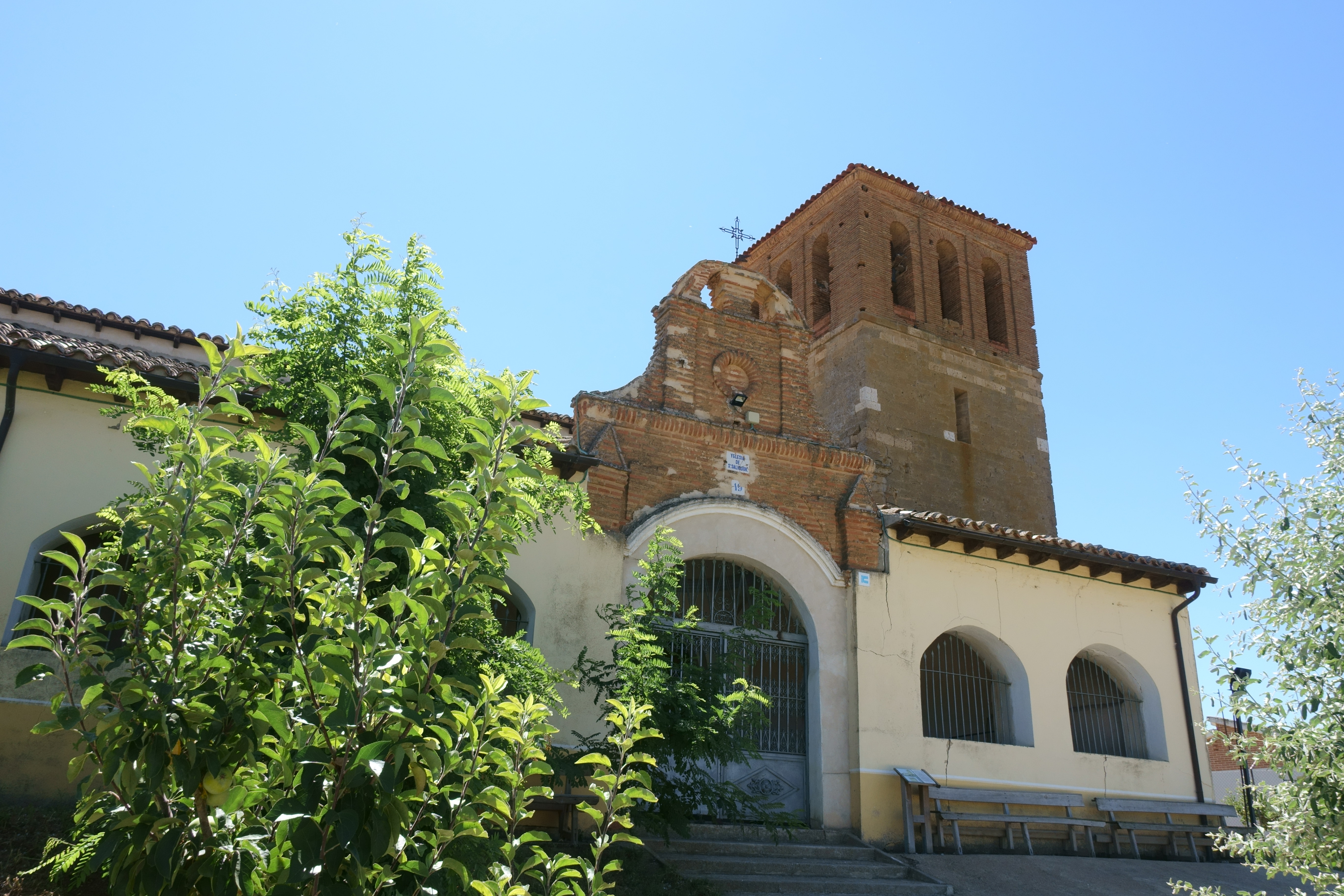
Salvatorkirche
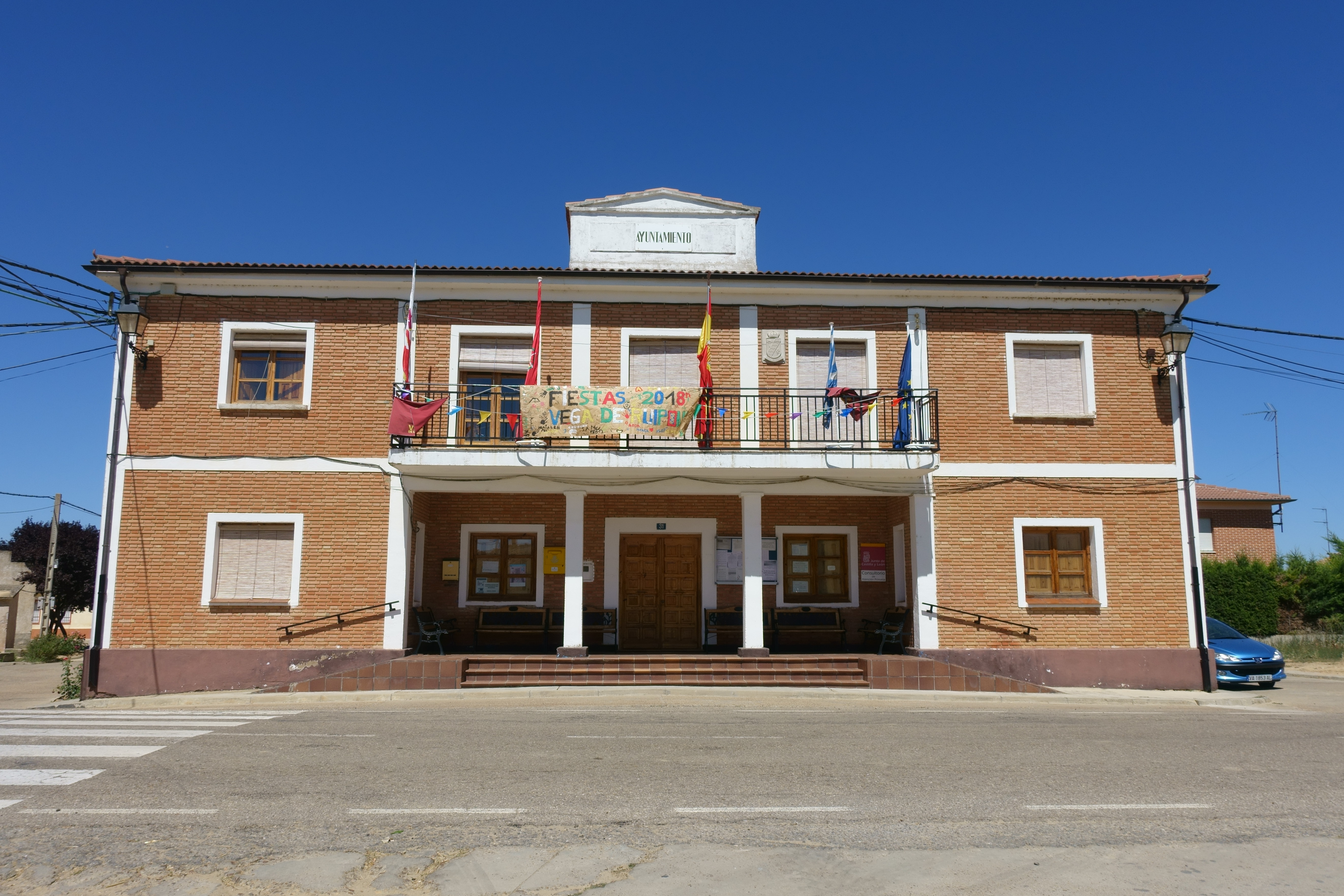
Rathaus